# The Star Reporter (film 1912)
The Star Reporter è un cortometraggio muto del 1912. Il nome del regista non viene riportato nei credit del film.

## Produzione
Il film fu prodotto dalla Vitagraph Company of America.

## Distribuzione
Distribuito dalla General Film Company, il film - un cortometraggio di 230 metri - uscì nelle sale cinematografiche statunitensi il 1º aprile 1912. Nel Regno Unito, venne distribuito il 29 giugno 1912. Nelle proiezioni, veniva programmato con il sistema dello split reel, accorpato in un'unica bobina con un altro cortometraggio prodotto dalla Vitagraph, la commedia His Mother-in-Law.